# Vulgar Display of Power
Vulgar Display of Power (с англ. — «Грубая демонстрация силы») — шестой студийный альбом американской метал-группы Pantera, был выпущен 25 февраля 1992 года на лейбле Atco Records. Пластинка заняла первое место в списке самых влиятельных метал-альбомов 1990-х по версии Loudwire. Были выпущены четыре сингла: «Mouth for War», «This Love», «Hollow» и «Walk».

## Предыстория
Альбом Cowboys from Hell (1990), который был первым изданным на крупном лейбле у группы, продемонстрировал изменение их музыкального стиля: от стиля 1980-х годов, на который повлияли хард-рок и глэм-метал группы, такие как Van Halen и Kiss до стиля, схожего с такими группами как Slayer, Metallica и Black Sabbath.

## Об альбоме
Vulgar Display of Power был записан и смикширован в Pantego Sound Studio, Пантего, Техас.
Эта пластинка группы была названа одним из самых влиятельных метал-альбомов 1990-х разными издательствами, включая журнал Entertainment Weekly и интернет-портал Allmusic.com. В 2001 журнал Q назвал его одним из «50 тяжелейших альбомов всех времён». В списке «100 величайших метал-альбомов всех времён» журнала Rolling Stone альбом занял 10 место.
9 февраля 1993 года альбом получил статус золотого в США, а 7 ноября 1997 года — статус платинового. Vulgar Display of Power занял #44 в чарте Billboard 200.

## Список композиций
Слова и музыка всех песен — Pantera.
| №                   | Название                       | Длительность |
| ------------------- | ------------------------------ | ------------ |
| 1.                  | «Mouth for War»                | 3:56         |
| 2.                  | «A New Level»                  | 3:57         |
| 3.                  | «Walk»                         | 5:15         |
| 4.                  | «Fucking Hostile»              | 2:48         |
| 5.                  | «This Love»                    | 6:32         |
| 6.                  | «Rise»                         | 4:36         |
| 7.                  | «No Good (Attack the Radical)» | 4:48         |
| 8.                  | «Live in a Hole»               | 5:01         |
| 9.                  | «Regular People (Conceit)»     | 5:27         |
| 10.                 | «By Demons Be Driven»          | 4:40         |
| 11.                 | «Hollow»                       | 5:49         |
| Общая длительность: | Общая длительность:            | 52:49        |

| №   | Название | Длительность |
| --- | -------- | ------------ |
| 12. | «Piss»   | 5:07         |

| №  | Название                            | Длительность |
| -- | ----------------------------------- | ------------ |
| 1. | «Mouth for War» (Live in Italy)     |              |
| 2. | «Domination/Hollow» (Live in Italy) |              |
| 3. | «Rise» (Live in Italy)              |              |
| 4. | «This Love» (Live in Italy)         |              |
| 5. | «Cowboys from Hell» (Live in Italy) |              |
| 6. | «Mouth for War» (Music video)       |              |
| 7. | «This Love» (Music video)           |              |
| 8. | «Walk» (Music video)                |              |

## Участники записи
- Филип Ансельмо — вокал
- Даймбэг Даррелл — гитара, бэк-вокал
- Рекс «Rocker» Браун — бас, бэк-вокал
- Винни Пол — барабаны

### Производство
- Терри Дэйт — звукорежиссёр, сведение, продюсер
- Винни Пол — звукорежиссёр, сведение, продюсер
- Хауи Вайнберг — мастеринг
- Даг Сакс — мастеринг для винила
- Брэд Гайс — фотография
- Джо Гайрон — фотография
- Боб Дефрин — обложка
- Лэрри Фримэнтл — дизайн

## Позиции в чартах
Недельные чарты
| Год  | Чарт                             | Высшая позиция |
| ---- | -------------------------------- | -------------- |
| 1992 | Великобритания (UK Albums Chart) | 64             |
| 1992 | США (Billboard 200)              | 44             |
| 1993 | Германия (Offizielle Top 100)    | 69             |
| 1994 | Австралия (ARIA)                 | 56             |
| 1997 | Япония (Oricon)                  | 54             |
| 2012 | Бельгия/Валлония (Ultratop)      | 169            |

## Сертификации
| Регион                                                      | Сертификация  | Продажи    |
| ----------------------------------------------------------- | ------------- | ---------- |
| Австралия (ARIA)                                            | Платиновый    | 70 000^    |
| Канада (Music Canada)                                       | Золотой       | 50 000^    |
| Великобритания (BPI)                                        | Золотой       | 100 000^   |
| США (RIAA)                                                  | 2× Платиновый | 2 000 000^ |
| ^ Данные о тиражах приведены только на основе сертификации. |               |            |